# Ils ont changé ma chanson
Ils ont changé ma chanson è un album in studio della cantante franco-italiana Dalida, pubblicato nel 1970 e distribuito da Sonopresse.
Questo album è uscito in Francia, come pure in Italia (sotto l’etichetta RCA) con una ventata di cambiamenti nella carriera della cantante: gli anni '70 sono arrivati, l'etichetta non è più la Barclay Records perché Dalida si è messa in proprio affidandosi al fratello Orlando e sta anche cambiando stile alla ricerca di una musica più matura, adatta ai nuovi tempi e con testi profondi e significativi.
Il trionfo di questo album ne è la prova: il successo estivo del folklore greco di Darla dirladada, Ils ont changé ma chanson o Lady d'Arbanville che saranno successi da hit parade.
Darla Dirladada verrà presentato da Dalida anche in una versione italiana in molte trasmissioni televisive del suo paese d’origine.
In Italia il 33 giri esce nella versione francese e non ottiene lo stesso successo che aveva avuto in Francia.

## Tracce
Lato A
1. Ils ont changé ma chanson
2. Si c'était à refaire
3. Mon frère le soleil
4. Les jardins de Marmara
5. Diable de temps
6. Darla dirladada

Lato B
1. Lady d'Arbanville
2. Pour qui pour quoi
3. Entre les lignes entre les mots
4. Une jeunesse
5. Ram dam dam